# 假泽早熟禾
假泽早熟禾（学名：Poa pseudopalustris）为禾本科早熟禾属下的一个种。